# Конзервативна партија (Уједињено Краљевство)
Конзервативна и унионистичка партија (енгл. Conservative and Unionist Party), или једноставније Конзервативци, британска је политичка странка десног центра. Од пораза на парламентарним изборима 2024. највећа је опозициона партија у Доњем дому Парламента Уједињеног Краљевства.
Странка се назива и „Тори партија” или „торијевци” и била је једна од две доминантне партије у 19. веку, заједно са либералима. После спајања са Либералном унионистичком странком 1912. године, променила је име у „Конзервативна унионистичка партија”.
Лабуристичка партија је 1920-их година постала главни ривал конзервативаца, пошто је велики број гласача из Либералне партије прешао код лабуриста. Конзервативци су водили владу у 57 година 20. века; међу њиховим најпознатијим премијерима се броје Винстон Черчил (1940−45, 1951−55) и Маргарет Тачер (1979−90).

## Историја

### Од оснивања до Другог светског рата
Конзервативна партија је израсла из фракције виговаца из 18. века, окупљених око Вилијама Пита млађег. Ова група је на почетку називана „независни виговци“, „пријатељи господина Пита“ или питити, а после Питове смрти назив торијевци је ушао у употребу. Ово је била алузија на торијевце, политичку групу која је постојала од 1678, али која није имала никакав организациони континуитет са пититима. Од 1812. назив торијевци је био често у употреби за нову странку. Роберт Пил је 1834. године званично променио име странке у Конзервативна партија.
Постепено проширење гласачког тела је приморало странку, под руководством Бенџамина Дизраелија, да популарише приступ. У 1886. години он је формирао савез са Либералним унионистима на челу са лордом Хартингтоном и Џозефом Чемберленом, а под вођством лорда Солсберија и Артура Балфора партија је остала на власти у наредних двадесет година (осим за три године). Међутим 1906, конзервативци су тешко поражени на изборима због поделе по питању протекционизма.
Конзервативци су били у влади са либералима за време Првог светског рата, а коалицију је наставио либерални премијер Дејвид Лојд Џорџ до 1922. када су лидери конзервативаца напустили коалицију.
Уследио још један период владавине конзервативаца, мада је 1931. створена нова коалиција националног јединства. Током Другог светског рата, владе националног јединства предводио је Винстон Черчил. Али на изборима 1945. Черчил је изненадно изгубио од Лабуристичке партије.

### Од 1950-их година до 2000.
После изборне победе 1951, конзервативци настављају програм национализације, коју су били отпочели лабуристи између 1945. и 1951. Под вођством Черчила, Ентонија Идна и Харолда Макмилана, конзервативци су задржали власт до 1964.
Едвард Хит је 1970. вратио партију у владу и успео да добије чланство за своју земљу у Европску економску заједницу.

#### Тачеризам
Међутим конзервативци су били поражени на изборима 1974. и на чело странке је дошла Маргарет Тачер.
Тачерини конзервативци су се 1979. вратили на власт, спровели монетаристички економски програм и спонзорисали приватизацију национализоване индустрије и јавних служби. Такође, захваљујући на кризи Лабуристичке партије, Маргарет Тачер је водила конзервативце у још две убедљиве победе 1983. и 1987.
Међутим економска криза и пад популарности Тачерове, је приморало руководство конзервативаца да смени Тачерову са лидера странке. Њу је наследио Џон Мејџор, који је победио на изборима 1992, али је висока стопа незапослености довела до кризе у партији и ослабила владу. Из тих разлога странка је тешко поражена на изборима 1997. од Блерових лабуриста.

### Од 2000. до данас
После пораза 1997. уследила је још већа криза у странци и између 1998. и 2005. су сменили чак три секретара. На изборима 2002. и 2005. конзервативци настављају да губе од лабуриста који се стабилно одржавају на власти. После трећег пораза 2005. Дејвид Камерон је постао нови лидер конзервативаца. Од 2007. странка је почела да се опоравља и победила је на локалним изборима у 2008. години. Конзервативна партија је победила и европским парламентарним изборима за 2009. и унутар Европског парламента је образовала нову групу Европски конзервативци и реформисти.
Конзервативци су на општим изборима 2010 освојили 36,1% гласова и 306 мандата, поставши највећа британска странка. Успех странке, међутим, јој није обезбедио апсолутну већину места. Конзервативци су стога били приморани да створе коалициону владу, на челу са Камероном, заједно са Либералним демократама Ника Клега.
Конзервативна странка, на општим изборима 2015, добила је 36,9% гласова и 331 мандат, и тиме однела апсолутну победу.
Након победе опције за излазак из ЕУ на референдуму за чланство УК-а у ЕУ Камерон је поднео оставку на позицију шефа странке и премијера, а на његово место је изабрана Тереза Меј. Потом је изабран Борис Џонсон, па након његове оставке Лиз Трас. Она је након 45 дана на месту премијера поднела оставку, а наследио ју је Риши Сунак.
Пред опште изборе 2024. године, Конзервативна партија је почела да губи подршку потенцијалних бирача. На овим изборима конзервативци су освојили најмањи број посланичких места у историји партије и тиме, после 14 година, изгубили власт.